# كشكوئيه
كشكوئيه (بالفارسية: کشکوئیه) هي منطقة سكنية تقع في إيران في Koshkuiyeh District. يقدر عدد سكانها بـ 6,150 نسمة .